# بال جانجادهار تيلاك
لوكمانيا تيلاك (بالإنجليزية: Lokmanya Tilak) ((بالمراثية: {{{1}}})‏ )، المولود باسم كيشاف جانجادهار تيلاك (Keshav Gangadhar Tilak) (23 يوليو 1856؛ 1 أغسطس 1920)، كان قوميا هنديا وصحفيًا ومعلمًا ومصلحا اجتماعيا ومحاميًا ومناضلاً في سبيل الاستقلال، وكان أول زعيم شعبي لـ حركة الاستقلال الهندية. أطلقت السلطات البريطانية الاستعمارية عليه بازدراء اسم "أبو الاضطرابات الهندية". ومُنح أيضًا لقبًا فخريًا "لوكمانيا"، والمعنى الحرفي لهذا اللقب هو "أنه مقبول عند الناس (على أنه زعيم أو قائد لهم)".
كان تيلاك واحدًا من أوائل وأقوى المدافعين عن "الاستقلال" (الحكم الذاتي) وله أثر راديكالي قوي في الوعي الهندي. ولا تزال مقولته الشهيرة "الحكم الذاتي هو حق مكتسب بالميلاد، وواجبي أن أسعى جاهدًا لنيله" محفوظة في ذاكرة الهند حتى يومنا هذا.

## النشأة
ولد كيشاف تيلاك في تشوماكاتشو لين (Chummakachu Lane) (رانجاني أعليا (Ranjani Aaleea)) في تشيخالي (Chikhali)، راتناجيري، ماهاراتشرا لعائلة تشيت بافان براهمين (Chitpavan Brahmin). أما والده، شري جانجادهار تيلاك، فكان باحثًا ومدرسًا لـ اللغة السنسكريتية، وقد وافته المنية عندما كان تيلاك في السادسة عشرة من عمره. تخرج كيشاف الشاب من كلية ديكان (Deccan)، بوني في 1877. وكان تيلاك واحدًا من الجيل الأول من الهنود الحاصلين على التعليم الجامعي.
كان من المتوقع أن يشارك تيلاك، كالمعتاد في ذلك الحين، بنشاط في الشؤون العامة{{subst:OCTOBER 2012|تاريخ=أبريل 2019}}[بحاجة لمصدر]. من أقواله:
"لا فرق بين الحياة الدينية والعملية. إن الوصول إلى سانياسا (Sanyasa) (نكران الذات) لا يعني التخلي عن الحياة. فالروح الحقيقية هي أن تمثل البلد لك عائلتك وتعملا معًا بدلاً من العمل لوحدك فقط. إن هذه الخطوة أبعد من خدمة الإنسانية والخطوة التالية هي خدمة الله". ويمثل هذا التفاني في سبيل البشرية عنصرًا أساسيًا في الحركة الوطنية الهندية{{subst:OCTOBER 2012|تاريخ=أبريل 2019}}[بحاجة لمصدر].
بعد تخرجه، بدأ تيلاك في تدريس الرياضيات في مدرسة خاصة في بوني. ولكنه بعد ذلك قرر الانسحاب من هذا النشاط بسبب الاختلافات الأيديولوجية بينه وبين زملائه في المدرسة الجديدة. وفي تلك الفترة، أصبح صحفيا. وقد كان ناقدًا قويًا لنظام التعليم الغربي، حيث كان يشعر بأنه يُهين الطالب الهندي ولا يحترم التراث الهندي. أسس جمعية ديكان التعليمية مع عدد قليل من أصدقاء الكلية، بما فيهم غوبال غانيش أجاركار (Gopal Ganesh Agarkar) وماهاديف بلال نامجوشي (Mahadev Ballal Namjoshi) وفيشنوشاستري كروشناشاستري تشيبلونكار (Vishnushastri Krushnashastri Chiplunkar)، التي تهدف إلى تحسين جودة تعليم الشباب الهندي. تأسست جمعية ديكان التعليمية لإنشاء نظام جديد يُعلم الشباب أفكار الوطنية الهندية من خلال التأكيد على الثقافة الهندية. وبدأ تيلاك حركة جماهيرية نحو الاستقلال كانت مختفية خلف ستار من التأكيد على إحياء الجانب الديني والثقافي. وكان يقوم بتدريس الرياضيات في كلية فيرغسون.

## مسيرته السياسية

### المؤتمر الوطني الهندي
انضم تيلاك إلى المؤتمر الوطني الهندي في عام 1890. وعارض الموقف المعتدل لهذا المؤتمر، لا سيما تجاه النضال من أجل الحصول على الحكم الذاتي. وكان واحدًا من أكثر الراديكاليين البارزين في ذلك الوقت.
على الرغم من أنه على المستوى الشخصي كان يعارض الزواج المبكر، فقد عارض تيلاك عام 1891 مشروع قانون سن الرشد حيث كان يرى أن ذلك يعد تداخلاً مع العقيدة الهندوسية ويمثل سابقة خطيرة. فقد كان هذا القانون يرفع سن زواج الفتاة من 10 سنوات إلى 12 سنة.
انتشر الطاعون الوبائي من مومباي إلى بوني في أواخر 1896، وبحلول يناير 1897، وصل إلى مستويات وبائية. ولقمع هذا الوباء ومنع انتشاره، تقرر اتخاذ إجراءات صارمة، ووفقًا للجنة الطاعون الخاصة ذات الاختصاص على مدينة بوني وضواحيها ومعسكراتها التي تم تعيينها تحت رئاسة دبليو سي راند (W. C. Rand)، المسئول عن إدارة الأزمات (I.C.S.) والمحصل المساعد لمدينة بوني، عن طريق أمر حكومي بتاريخ 8 مارس 1897. وحينها شرع تيلاك في الحديث عن قضية الشعب عن طريق نشر مقالات تحريضية في صحيفته كيسارسي (Kesari) (كانت كيسارسي تكتب باللغة الماراثية وتكتب مارثا باللغة الإنجليزية)، ونقلاً عن الكتاب الهندوسي المقدس البهاغافاد غيتا الذي كان ينص على أنه لا يمكن إلقاء اللوم على أي شخص قتل ظالمًا دون أي تفكير في مكافأة. وفي أعقاب ذلك في 22 يونيو 1897 قُتل راند وضابط بريطاني آخر وهو الملازم أيرست (Ayerst) على يد إخوة كابهكر (Chapekar) وآخرين من زملائهم. واتهم تيلاك بالتحريض على القتل وحُكم عليه بالسجن لمدة 18 شهرًا. وعندما خرج من السجن تم توقيره ومعاملته على أنه شهيد وبطل قومي. وتبنى شعارًا جديدًا، "الاستقلال (الحكم الذاتي) هو حق مكتسب بالميلاد ولا بد أن أسعى جاهدًا لنيله".
بعد تقسيم البنغال في عام 1905، التي كانت إستراتيجية وضعها جورج كرزون (Lord Curzon) لإضعاف الحركة الوطنية، عمل تيلاك على تشجيع حركة سواديشي وحركة المقاطعة.
كانت حركة المقاطعة تهدف إلى مقاطعة البضائع الأجنبية إلى جانب المقاطعة الاجتماعية لأي هندي يستخدم هذه البضائع. بينما كانت حركة سواديشي تهدف إلى تعزيز المنتج المحلي واستخدامه. وبمجرد أن تمت مقاطعة المنتجات الأجنبية، ظهرت فجوة كان لابد من ملئها بواسطة الإنتاج المحلي الهندي. لذا، قال تيلاك حينها إن حركة سواديشي وحركة المقاطعة وجهان لعملة واحدة.
عارض تيلاك وجهات النظر المعتدلة لـجوبال كريشنا جوخيل (Gopal Krishna Gokhale)، وكان مدعومًا من زملائه القوميين الهنديين بيبين تشاندرا بال (Bipin Chandra Pal) في البنغال ولالا لاجبات راي (Lala Lajpat Rai) في بنجاب. وكان يشار إليهم جميعًا باسم المجموعة الثلاثية لال - بال - بال. في عام 1907، تم عقد الدورة السنوية لحزب المؤتمر في سورات بـ ولاية غوجارات. واندلعت الاضطرابات بين الفصائل المعتدلة والراديكالية في الحزب حول اختيار الرئيس الجديد للمؤتمر. وقد انقسم الحزب إلى "حركة جهال" ("الفصيل الإصلاحي" أو الراديكاليين) بقيادة تيلاك وبال ولاجبات راي و"حركة مافال" ("الفصيل الناعم" أو المعتدلين). وقد كان بعض القوميين مثل أوروبيندو جوس (Aurobindo Ghose) من مؤيدي تيلاك.

### سجنه
في 30 أبريل 1908، ألقى شابان بنغاليان، وهما برافولا تشاكي (Prafulla Chaki) وخوديرام بوز (Khudiram Bose)، قنبلة على عربة في مظفربور، لقتل رئيس هيئة الرئاسة دوغلاس كينغسفورد (Douglas Kingsford) حاكم كلكتا، ولكن بعض النساء المسافرات قتلن على سبيل الخطأ في هذا الحادث. وفي حين انتحر تشاكي عندما أُلقي القبض عليه، فقد تم إعدام بوز. دافع تيلاك في صحيفته كيساري، عن الثوار ونادى بالاستقلال الفوري أو الحكم الذاتي. فاعتقلته الحكومة على وجه السرعة لإخماد نار الفتنة. وطلب من الشاب محمد علي جناح أن يمثله. ولكن لجنة التحكيم أدانته، وأعطاه القاضي حكمًا مثيرًا للجدل بأن نفاه 6 سنوات وغرامة 1000 روبية. ونتيجة لهذا الحكم، تم إرسال تيلاك إلى ماندالاي وبورما من 1908 حتى 1914. وأثناء المدة التي قضاها في السجن واصل القراءة والكتابة إضافة إلى تطوير أفكاره بشأن الحركة الوطنية الهندية. بينما كتب كتابه غيتا راهاسيا (Gita Rahasya) الأكثر شهرة وهو في السجن. وتم بيع الكثير من النسخ، وتبرع بالمال للدفاع عن الحرية.

### حياته بعد الخروج من السجن
بعد الإفراج عنه في يونيو 1914 كان يبدو عجوزًا بسبب إصابته بـمرض السكر والمعانة في سجن ماندالاي. وحين بدأت الحرب العالمية الأولى في أغسطس، أرسل تيلاك ببرقية إلى الإمبراطور ملك بريطانيا لدعمه وحول خطاباته للعثور على مجندين جدد لجهود الحرب. ورحب بقانون المجالس الهندية، والمعروف شعبيًا باسم إصلاحات مينتو-مورلي، التي قد مرت من قبل البرلمان البريطاني في مايو 1909، ووصفها بأنها "زيادة من الثقة ملحوظة بين الحكام والمحكومين". وشعر أن أعمال العنف تؤخر، فضلاً عن أنها تسرع، وتيرة الإصلاحات السياسية. كان يتوق للمصالحة مع المؤتمر وتخلى عن مطلبه للعمل مباشرة واستقر على الإثارة "بدقة للوسائل الدستورية" - الطريق الذي نادى به منافسه جوبال كريشنا غوخالي.
شهد تيلاك نشاط المهاتما غاندي وبذل قصارى جهده في إقناعه لترك فكرة "الإصلاح الشامل" ومحاولة الحصول على "الاستقلال" بكل الوسائل.
وعلى الرغم من أنه كان معلمًا لغاندي إلا أنه لم يستطع تغيير عقله.

### حركة قواعد البيت الهندي
وفي وقت لاحق، اتحد تيلاك ثانية مع زملائه القوميين والتحق ثانية بالمؤتمر الوطني الهندي في 1916. وساعد أيضًا في تأسيس حركة قواعد البيت الهندي في 1916- 1918 مع جي إس خابارد (G. S. Khaparde) ومحمد علي جناح وآني بيزنت. وبعد سنوات من محاولة لإعادة توحيد الفصائل المعتدلة والراديكالية، ترك ذلك وصرف جهده لجامعة السيادة الهندية التي تعمل من أجل الحكم الذاتي. وسافر تيلاك من قرية إلى أخرى في محاولة للحصول على دعم المزارعين والسكان المحليين بالانضمام إلى التحرك نحو الحكم الذاتي. أُعجب تيلاك بـالثورة الروسية، وأعرب عن إعجابه الشديد بـ فلاديمير لينين.
بدأ تيلاك حياته السياسة على أنه من دعاة ماراثا، وتقدم في الوطنية البارزة بعد جمعيته القريبة من الوطنية الهندية بعد تقسيم البنغال. وعندما سئل في كلكتا عن تصور مارثا للحكومة في حالة الاستقلال، أجاب تيلاك أن الحكومات التي هيمن عليها مارثا في القرن السابع والثامن عشر عتيقة بالنسبة للقرن العشرين، وقد أراد نظام اتحادي حقيقي للهند الحرة حيث إن كل دين وعرق يعد شريكًا على قدم المساواة مع الأطراف الأخرى. وأضاف أن مثل هذا الشكل فقط من أشكال الحكومة سيكون قادرًا على حماية حرية الهند. وكان أول زعيم للمؤتمر يقترح أن المخطوطات الهندية المكتوبة بأبجدية ديوناكري تقبل في حالة كتابتها باللغة الهندية فقط.February [بحاجة لمصدر]

## مساهماته المجتمعية
في عام 1894 قام تيلاك بتحويل عبادة غانيشا المنزلية إلى مهرجان سارفاجانيك جانيشوتساف (Sarvajanik Ganeshotsav). وقد كان غوبال غانيش أجاركار أول محرر في صحيفة كيساري، وكان يكتب مقالاً بارزًا باللغة الماراثية أسبوعيًا في عموده، الذي بدأ بواسطة لوكمانيا تيلاك في 1880-1881. أسس لوكمانيا تيلاك شيفاجي حصن رايجاد سمارك ماندال مع سيناباتي خانديراو دابهادي الثاني تاليغيون دابهادي (Talegaon Dabhade)، الذي أصبح الرئيس المؤسس للماندال. وفي عام 1895، أسس تيلاك لجنة صندوق شري شيفاجي للاحتفال بـ "شيف بونيا تيثي" ولإعادة تعمير سماديهي(Samadhi) شيفاجي ماهراج في حصن رايجاد.
قال تيلاك، "اعتبر الهند وطني الأم وآلهتي، والشعب الهندي الأهل وذوي القربى، والولاء والعمل المخلص من أجل التحرير السياسي والاجتماعي من أسمى واجباتي الدينية".

## كتبه
في عام 1903 صدر له كتاب منزل القطب الشمالي في ألفيدا (The Arctic Home in the Vedas). ناقش في ذلك الكتاب أن ألفيدا لا يمكن أن تتألف في القطب الشمالي، وجلبت شعراء أريان إلى الجنوب بعد بداية العصر الجليدي الأخير. واقترح طريقة جذرية جديدة لتحديد الوقت الدقيق لألفيدا. حاول حساب وقت ألفيدا باستخدام موضع ناكشترا (Nakshatra) مختلف. تم وصف ناكشتراز في مواقع مختلفة لألفيدا.
وألف تيلاك أيضًا "Shrimadbhagwadgeetarahasya" تحليل "كرمايوجا" في بهاغافادغيتا، المعروفة بهدية ألفيدا وأبآننيشادس.
وكتب غيثا راهاسيا في السجن في بورت بلير.

## العملة الهندية
في عام 2007، أصدرت حكومة الهند عملة للاحتفال بالذكرى 150 لميلاد بال جانجادهار تيلاك.

## كتابات أخرى
- Lokmanya Tilak: A Biography, by A K Bhagwat and G P Pradhan (Publisher JAICO).
- [<a href="http://www.flipkart.com/books/8185023565?pid=bw23fqhy9c&_l=EJuYnvZrA8HWxCRacZMQtw-->http://www.flipkart.com/books/8185023565?pid=bw23fqhy9c&_l=EJuYnvZrA8HWxCRacZMQtw--</a> Shrimad Bhagwat Geeta: Geeta Rahasya by Lokmanya Tilak (Sharda Prakashan]

## وصلات خارجية
- بال جانجادهار تيلاك على موقع الموسوعة البريطانية (الإنجليزية)
- Remembering Tilak Maharaj by Jyotsna Kamat
- Full & authentic report of the Tilak trial (1908) being the only authorised verbatim account of the whole proceedings with introduction and character sketch of Bal Gangadhar Tikak: Together with press opinion, 1908, Narsinha Chintaman Kelkar